# Luftangriffe auf Heilbronn

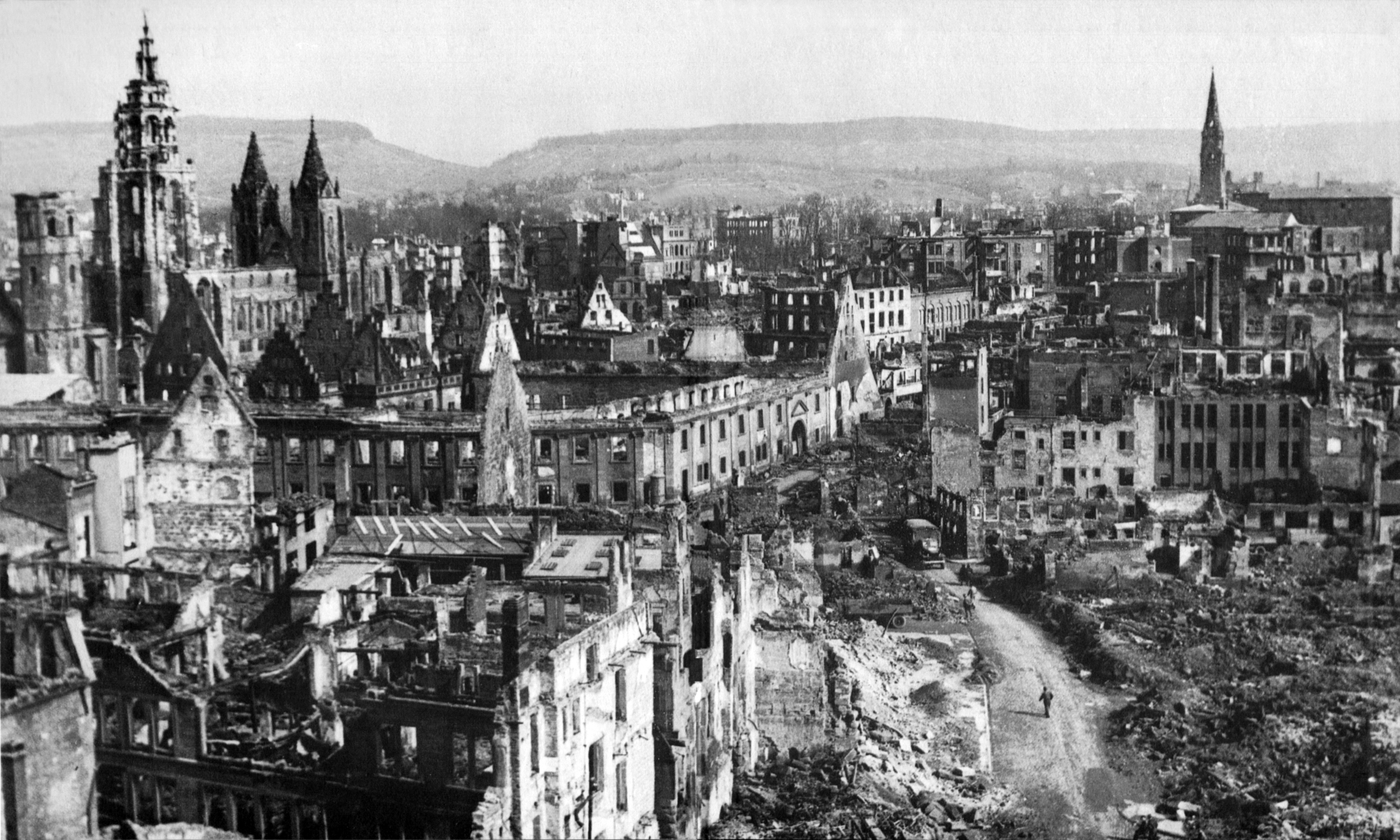
Das zerstörte Heilbronn 1945

Der Luftangriff auf Heilbronn am 4. Dezember 1944 durch die britische Royal Air Force (RAF) zerstörte rund 62 Prozent des Stadtgebiets von Heilbronn, darunter fast die gesamte historische Innenstadt. Dabei kamen rund 6500 Menschen ums Leben.
Durch die Zerstörungen im Zweiten Weltkrieg verlor die im Jahre 1939 77.000 Einwohner zählende damalige Große Mittelstadt fast 40 Prozent ihrer Bevölkerung. Gegen Kriegsende 1945 zählte die Stadt am Neckar nur noch 47.000 Einwohner. Im Verlauf des Krieges kam es sowohl vor als auch nach diesem schwersten Angriff zu zahlreichen kleineren Luftangriffen auf Heilbronn.

## Ausgangslage

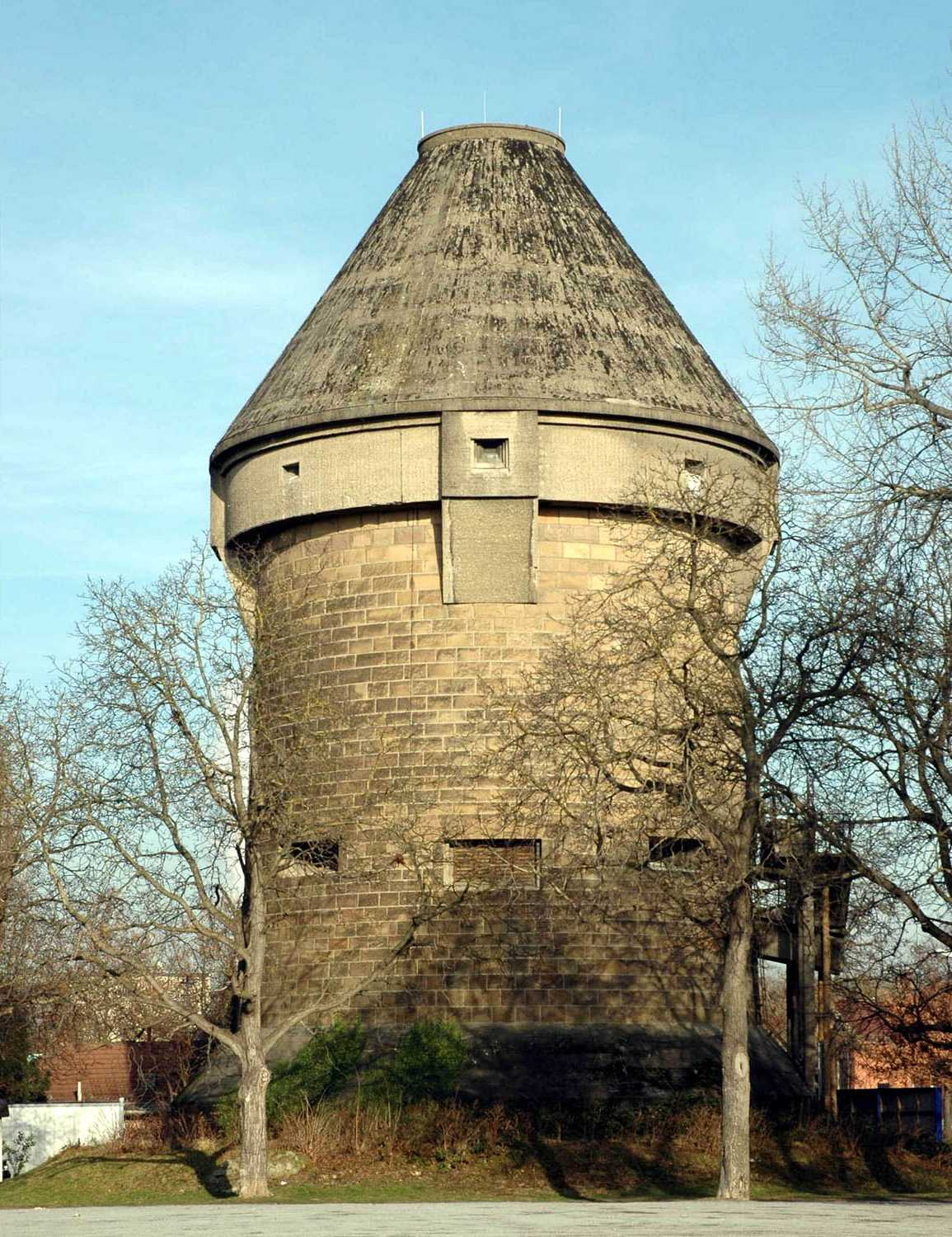
Theresienturm (Hochbunker)

Heilbronn wurde im Luftkrieg im Zweiten Weltkrieg ein häufiges Ziel der Alliierten. Die Eisenbahnlinien, der Heilbronner Güterbahnhof und der Kanalhafen nahe der Stadt waren von einer gewissen strategischen Bedeutung, ebenso die Industrie in einer der bedeutendsten Industriestädte Württembergs, die mit fortschreitendem Kriege weitestgehend der Kriegswirtschaft diente. Im näheren Umkreis lagen die Heeresmunitionsanstalt in Siegelsbach und in den späteren Kriegsjahren etliche in die Stollen des Neckartals ausgelagerte Rüstungsbetriebe. Heilbronn war kein vorrangiges Angriffsziel alliierter Bomber, lag aber auf der Strecke der von Nordwesten nach Südwestdeutschland einfliegenden Verbände und wurde häufig zum Ausweichziel, wenn das Wetter oder starke Luftabwehr einen Angriff auf ein anderes Ziel unmöglich machte.
Wie im gesamten Deutschen Reich galt auch in Heilbronn ab Mai 1939 die Verordnung zur Verdunkelung, welche vorschrieb, dass ab Einbruch der Dunkelheit Fenster und Türen lichtundurchlässig zu verdecken waren. Das Entrümpeln der Dachböden und die Anlage von Schutzräumen waren bereits im Mai 1937 verordnet worden. Heilbronn wurde vom Luftgau-Kommando in Stuttgart in die Luftschutz-Klasse I eingeteilt. Da die Errichtung von Hochbunkern deshalb zunächst verboten war, wurden hauptsächlich die zahlreichen tiefen Weinkeller der Altstadt zu Luftschutzräumen ausgebaut. Nach Kriegsausbruch ordnete Polizeidirektor Heinrich Wicke am 4. September 1939 die Einstellung des privaten Wohnhausbaus und den Einsatz aller Bauarbeiter zum Ausbau der Luftschutzräume an.
Auf dem Wartberg wurde eine Beobachtungsstelle des Flugwach-Kommandos Stuttgart eingerichtet, die Meldungen über einfliegende Flugzeuge an die Befehlsstelle weitergab. Ebenso gab es Luftbeobachter auf dem Silo der Firma Knorr und auf dem Turm von St. Augustinus. Die örtliche Luftschutzleitung postierte einen Doppelposten auf dem Turm der Kilianskirche. Noch im September 1939 gab es mehrmals Luftalarm, da unbekannte Flugzeuge nahe der Stadt gesichtet wurden. Die Reserve-Flak-Abteilung 253, die im August 1939 (nach Ausrücken des Heilbronner Infanterie-Regiments 34 an den Westwall) einberufen worden war, gab mehrfach Alarmschüsse ab, wurde aber im Frühjahr 1940 nach Laupheim abgezogen. Lediglich eine leichte Flak-Batterie blieb zum Schutz der Stadt zurück.
Ende Mai 1940 war eine städtische Sirenenanlage einsatzbereit, die ihren ersten Einsatz bereits in den frühen Morgenstunden des 4. Juni 1940 hatte. Im Sommer 1940 war vorübergehend wieder schwere Flak in Heilbronn. Im Herbst 1940 wurde der Theresienturm (früher General-Wever-Turm) errichtet, ein Hochbunker auf der Theresienwiese, darüber hinaus gab es je einen Tiefbunker am Kaiser-Friedrich-Platz und am Industrieplatz. Außer einigen Splitterschutz-Unterständen wurden keine weiteren Bunkeranlagen gebaut, da man die alten Keller der Innenstadt aufgrund ihrer Tiefe und ihrer massiven Mauern für sicher genug hielt. So wurden Innenstadtkeller durch Durchbrüche verbunden und Verordnungen erlassen, die bestimmten, wie die Ausgänge zu sichern seien. Völlig vernachlässigt wurde, dass manche der massiv wirkenden Keller stellenweise nur zehn Zentimeter dicke Decken hatten, die der Belastung eines einstürzenden Gebäudes nicht standhalten würden.

## Angriffe bis Sommer 1944
In der Nacht vom 16. auf den 17. Dezember 1940 fand der erste Luftangriff auf Heilbronn statt. Der Abwurf von drei Sprengbomben und etwa 100 Stabbrandbomben zerstörte 20 Häuser in der Altstadt und beschädigte etwa 70 weitere. Drei Tote und rund ein Dutzend Verletzte waren zu beklagen. Zwei Tage nach dem Angriff kam nochmals kurzfristig schwere Flak nach Heilbronn, wurde jedoch rasch wieder an die Fronten abberufen, so dass künftig nur noch leichte Flak-Einheiten oder eine von Schülern bediente so genannte „Heimat-Flak“ für die Luftabwehr zur Verfügung standen.
Von August bis November 1941 folgten vier weitere Bombennächte, die jedoch nur begrenzten Schaden anrichteten. Einzelne Jagdbomber hatten zudem tagsüber die Eisenbahnstrecken um Heilbronn zum Ziel. Im Jahr 1942 wurde 33 Mal Luftalarm ausgelöst, die vermeldeten Bomber hatten jedoch zumeist andere Ziele. Lediglich am 7. Mai 1942 fielen große Mengen an Spreng- und Brandbomben auf die Innenstadt, wobei mehr als 150 Häuser zerstört oder beschädigt und sieben Menschen getötet wurden. Dies waren die ersten Angriffe gemäß der neuen „Anweisung zum Flächenbombardement“ (Area Bombing Directive) des britischen Luftfahrtministeriums vom 14. Februar 1942.
Bei der Casablanca-Konferenz im Januar 1943 vereinbarten Amerikaner und Engländer eine „Aufgabenteilung“ bezüglich der Bombardierung deutscher Städte. Auf der einen Seite sollten die United States Army Air Forces (USAAF) für die Bombardierung der Verkehrsknotenpunkte und der Schlüsselindustrie und auf der anderen Seite die Royal Air Force für die Bombardierung der Innenstädte zuständig sein. Künftig flogen die Amerikaner relativ präzise Angriffe auf einzelne strategische Ziele (Rüstungsfabriken, Bahnhöfe, Flugplätze, Häfen), die Engländer setzten dagegen auf massive Angriffe im Großverband, wobei flächenhaft mit einer Mischung aus Spreng- und Brandbomben bombardiert wurde mit dem Ziel, die angegriffenen Städte vollständig zu zerstören. Während im Jahr 1943 daraufhin zahlreiche vernichtende Angriffe auf andere deutsche Städte stattfanden, blieb es in Heilbronn noch verhältnismäßig ruhig. Zwar wurde 71 Mal Luftalarm ausgelöst, doch im Jahr 1943 galt nur ein einziger Angriff am 28. August Heilbronn.
Im Januar und Februar 1944 fand in Heilbronn eine zweiwöchige Vorführung des Löschens britischer Phosphorbrandbomben statt. Am 25. Februar 1944 ging ein abgeworfener voller Treibstofftank auf der Allee nieder. Ende April 1944 warfen die Alliierten nachgemachte Lebensmittelmarken über der Stadt ab, deren Verwendung unter Strafe gestellt wurde. Immer wieder wurde vereinzelt Brandmunition abgeworfen. Luftalarm war beinahe alltäglich. Im Juli 1944 wurden die Ladenöffnungszeiten verlängert. Falls vormittags Flugzeuge über eine Stunde lang angriffen, begann die Mittagspause erst um 14 Uhr. Im Sommer 1944 wurden die Heilbronner Kulturschaffenden zur Wehrmacht eingezogen, der Spielbetrieb von Theater und Orchester endete. Der Heilbronner Polizeidirektor ordnete die Entfernung leicht brennbarer Dekorationsstoffe aus den Schaufenstern der Stadt an. Am 5. August 1944 zeigte sich Gauleiter Wilhelm Murr zufrieden mit den Luftschutzvorkehrungen. Bis Anfang September wurden im Jahr 1944 schon 160 Luftalarme gezählt.

## Luftangriff vom 10. September 1944

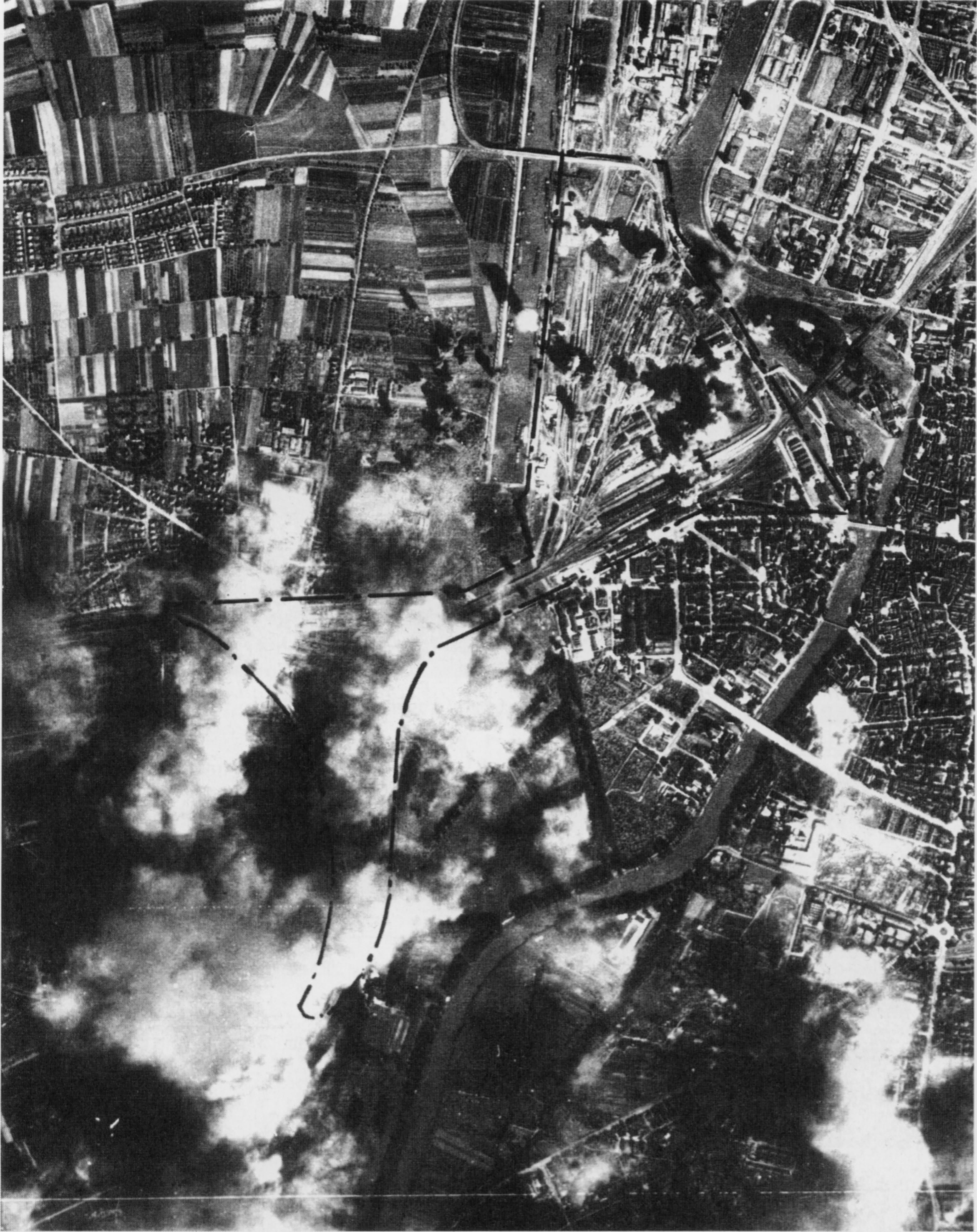
US-Aufnahme des Luftangriffs vom 10. September 1944

Die Alliierten hatten sich bereits im Frühjahr und Sommer intensiv mit Heilbronn als möglichem Ziel eines Luftangriffs befasst, im Mai 1944 Luftaufnahmen für den internen Gebrauch und am 27. Juni 1944 ein Target Information Sheet veröffentlicht, das insbesondere den Heilbronner Rangierbahnhof und den Heilbronner Kanalhafen als Ziele nannte. Damit rückte die Stadt ins Ziel der im Herbst 1944 intensiv betriebenen Angriffe auf das deutsche Verkehrssystem.
Anfang September war beinahe täglich Luftalarm, die Stadt lag auf dem Weg der Bomber zum Angriffsziel Nürnberg. Am 8. September war viermal Luftalarm: von 01:45 bis 02:31 Uhr, von 11:34 bis 12:42 Uhr, von 14:38 bis 15:48 Uhr und von 22:30 bis 23:42 Uhr. Am 9. September war lediglich ein Alarm von 10:20 bis 11:55 Uhr. Am Vormittag des 10. September 1944 flogen rund 100 Flugzeuge der 8th Air Force einen Angriff auf das Flugzeugwerk bei Günzburg mit Ausweichziel Rangierbahnhof in Ulm. Da jedoch über beiden Zielen eine dichte Wolkendecke lag, kam Heilbronn als zweites Ausweichziel an die Reihe. Hier war es wolkenlos und der Angriff erfolgte auf Sicht. Kurz nach 11:30 Uhr begann die Bombardierung der Heilbronner Bahnhöfe und Häfen und des Rangierbahnhofs im Winkel zwischen der Württembergischen Nordbahn von Stuttgart nach Heilbronn und der Kraichgaubahn. Die Amerikaner führten ihren Angriff ausschließlich gegen die im Target Information Sheet genannten militärisch relevanten Anlagen. Aufgrund der Größe der Bomberverbände, der Ballistik der Brandbomben sowie der geografischen Verhältnisse wurden jedoch auch umliegende zivile Ziele getroffen. Der „Bombenteppich“ am 10. September reichte daher von den angrenzenden Wohngebieten am Rangierbahnhof über das Heilbronner Südviertel mit dem Südbahnhof und dem Heilbronner Hauptbahnhof bis zur Heilbronner Kilianskirche und zum Rathaus in der Heilbronner Stadtmitte. Abgeworfen wurden 406 500-Pfund-Streubomben, 736 250-Pfund-Streubomben und 26.400 Vier-Pfund-Stabbrandbomben. Um 12:26 Uhr wurde Vorentwarnung und um 13:11 Uhr Entwarnung signalisiert. Bei diesem Angriff wurden über 300 Häuser zerstört oder unbewohnbar. 281 Menschen verloren ihr Leben, und mehr als 400 Verletzte waren zu versorgen. Die alliierten Auswerter bezeichneten die erzielten Schäden angesichts schwer beschädigter Bahnhöfe mit unterbrochenen Gleisen und 80 bis 100 schwer beschädigten oder zerstörten Waggons als „very good results“ (sehr gute Ergebnisse).
Die Heilbronner Feuerwehr und der Sicherheits- und Hilfsdienst konnten die zahlreichen Brände im Stadtgebiet nicht alleine unter Kontrolle bekommen, so dass Freiwillige Feuerwehren aus Gronau, Lauffen, Untereisesheim, Schwaigern, Weinsberg und anderen Orten einrückten. Die Brandbekämpfung dauerte mehrere Tage, alleine das Löschen des in Brand geratenen Rathauses dauerte drei Tage. Da die Verantwortung für die Brandbekämpfung in Abhängigkeit vom zu löschenden Objekt und den dafür eingesetzten Truppen teils bei Kreisleiter Drauz, bei Polizeipräsident Karl d’Angelo und bei Luftschutzoffizier Wasmer lag, kam es zu Verzögerungen durch Kompetenzgerangel. In Böckingen war außerdem eine große Menge Vieh durch Bombensplitter verletzt worden, weshalb die Veterinäre des Sicherheits- und Hilfsdienstes mehrere Tage lang notschlachten mussten.

## Luftangriffe 27. September bis 30. Oktober 1944
Im Sommer und Herbst 1944 errichteten die Alliierten ihr OBOE genanntes Funknavigationssystem in Nordfrankreich und Belgien. Die süddeutschen Angriffsziele befanden sich etwa 500–600 km von den Sendeanlagen entfernt. Da sich Funksignale der verwendeten Frequenzen linear ausbreiten und nicht der Erdkrümmung folgen, mussten Flugzeuge in einer Höhe von etwa 10.000 Metern über das Zielgebiet geleitet werden, wofür die leichten und beinahe vollständig hölzernen Mosquito-Flugzeuge am geeignetsten erschienen. Die Mosquitos waren mit jeweils einer 4.000-Pfund-Bombe (sogenannte Luftmine) bestückt. Von Ende September bis Ende Oktober erfolgten Test- und Übungsangriffe auf verschiedene südwestdeutsche Städte, neben Heilbronn auch auf Aschaffenburg, Darmstadt, Pforzheim und Karlsruhe. Da für einzelne Flugzeuge kein Fliegeralarm ausgelöst wurde und die Flugzeuge wegen ihrer sehr großen Flughöhe auch nicht zu hören waren, kamen die Bombentreffer für die Bevölkerung zumeist völlig überraschend.
Am 27. September 1944 begann ab 21:30 Uhr der erste mittels OBOE gelenkte Angriff von sechs Mosquitos auf Heilbronn, von denen drei die Bahnanlagen und zwei die Innenstadt bombardierten. Am 28. September konnten gegen 21:00 Uhr fünf Mosquitos drei Treffer auf die Bahnanlagen erzielen. Am 30. September flogen gegen 20:40 Uhr abermals sechs Maschinen die Stadt an, wobei ein Treffer auf die Bahnanlagen und mindestens zwei Treffer auf die Innenstadt zu verzeichnen waren. Am 1. Oktober griffen gegen 20:30 Uhr zwei von sechs Mosquitos die Innenstadt an, während die restlichen vier Maschinen ihre Bomben im Umland abwarfen. Am 4. Oktober erfolgten gegen 22:00 Uhr Bombenabwürfe auf die Innenstadt von drei der fünf an diesem Tag anfliegenden Maschinen, eine Mosquito ging verloren. Am 12. Oktober flogen gegen 5:00 Uhr vier Maschinen die Innenstadt an. Am 30. Oktober erfolgten gegen 20:20 Uhr drei erfolgreiche Bombenabwürfe über dem Rangierbahnhof.
Es wurde spekuliert, ob die im Volksmund „Bombenkarle“ genannten Flieger emigrierte Heilbronner Juden (Ritchie Boys) sein könnten, da man in Unkenntnis der Funknavigation den hoch fliegenden Piloten genaue Ortskenntnisse unterstellte.

## Luftangriff am 4. Dezember 1944

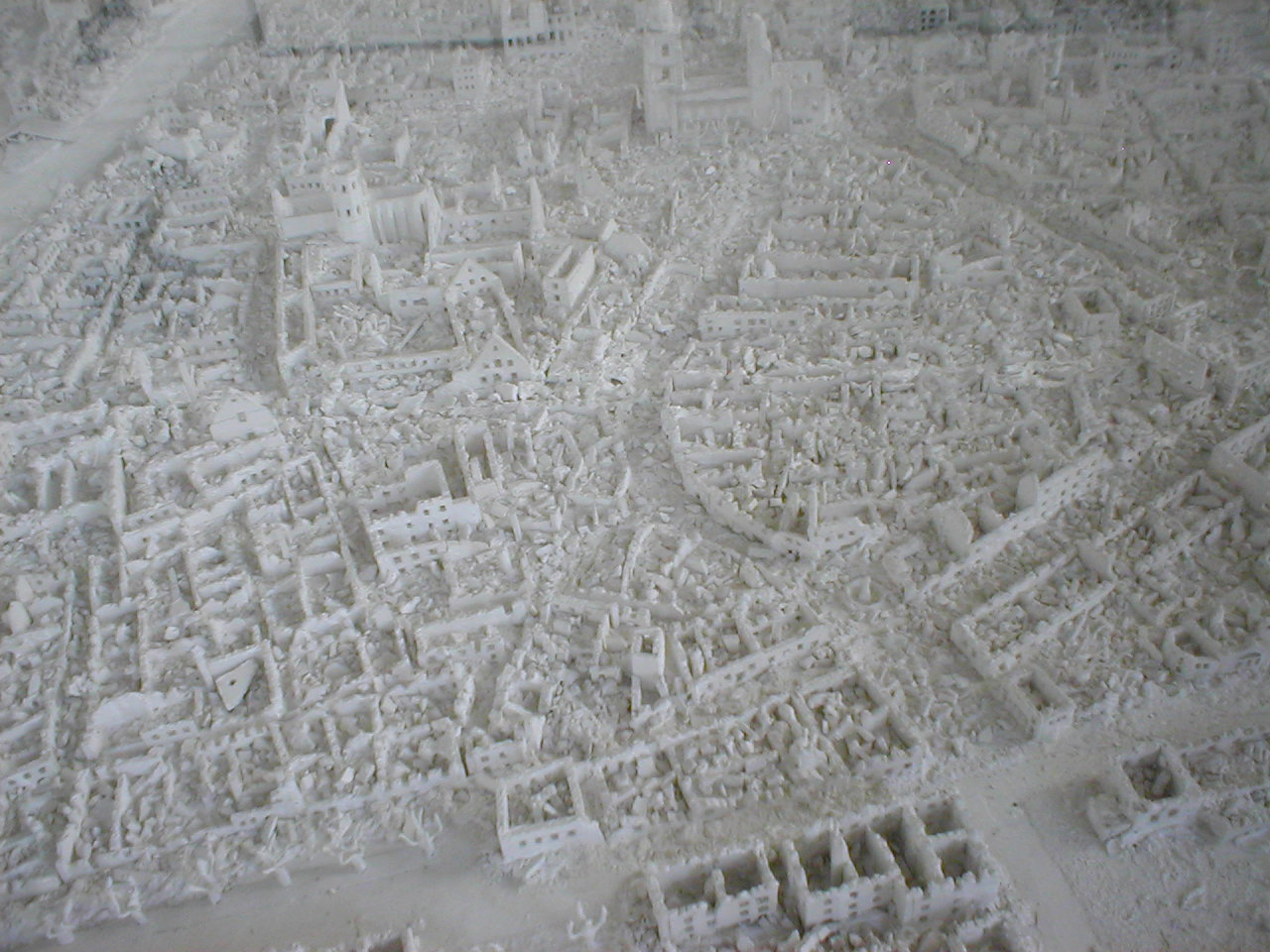
Modell der total zerstörten Stadt nach dem Angriff vom 4. Dezember 1944

Am Abend des 4. Dezember 1944 flogen 282 Lancaster-Bomber der 5. Bombergruppe der RAF und zehn Begleitflugzeuge die Stadt Heilbronn in loser Formation an. Gleichzeitig erfolgten Scheinangriffe auf das Ruhrgebiet, um die deutsche Luftabwehr zu täuschen. Die nahenden Flugzeuge wurden zwischen 18:49 Uhr und 18:57 Uhr erstmals von deutschen Funkmessgeräten nördlich von Saarbrücken erfasst. Um 19:10 Uhr meldete die deutsche Abwehr „Schneller Bomber nordostwärts von Heilbronn“, erfasst wurden wahrscheinlich Fernnachtjäger auf ihrem Weg zu den deutschen Nachtjagdflugplätzen in Schwäbisch Hall oder Kitzingen, die im Vorfeld des Angriffs ebenfalls die deutsche Luftabwehr ablenken sollten. Am Abend des 4. Dezember war es stark bewölkt, was im weiteren Verlauf zu einer Änderung der Anflughöhe der Flugzeuge führte.
Um 19:18 Uhr flog der erste Lancaster-Bomber des Erstmarkierer-Verbandes der 83 Squadron unter Leutnant Pereira in einer Höhe von rund 4500 Metern über Heilbronn und warf grüne Annäherungsmarkierungen ab. Eine halbe Minute später folgte ihm eine weitere Lancaster unter Oberleutnant Phillip. Dieser warf zehn 1.000-Pfund-Sprengbomben mit Langzeitzündern ab und drehte zum Rückflug. Anschließend wurden gegen 19:20 Uhr Leuchtbomben abgeworfen, um den inzwischen eingetroffenen Mosquito-Bombern der 627 Squadron die Orientierung beim Abwurf von rot und gelb brennenden so genannten „Target Indicators“ (TIs, Zielmarkierer, Rot für die Innenstadt, Gelb für den Rangierbahnhof) zu erleichtern. Oberleutnant Duncan warf aus einer weiteren Lancaster gegen 19:20 Uhr nochmals grüne Zielmarkierer über der Stadt ab sowie eine Blitzlichtbombe, die in etwa 600 Metern Höhe explodierte und das Fotografieren des Zielgebiets ermöglichte. Anschließend wurden sehr viele Leuchtbomben abgeworfen, die das Zielgebiet taghell machten. Die Leuchtbomben sollten ursprünglich zehn Minuten lang abgeworfen werden, jedoch wurde die Leuchtwirkung von den anfliegenden Bomberpiloten bereits gegen 19:23 Uhr als „ausgezeichnet“ bezeichnet, so dass „Master Bomber“ Maurice A. Smith, der mit seiner Mosquito DZ 518 über der Stadtmitte kreiste, bereits um 19:27 Uhr befahl: „Come in and bomb, red TIs as planned“.

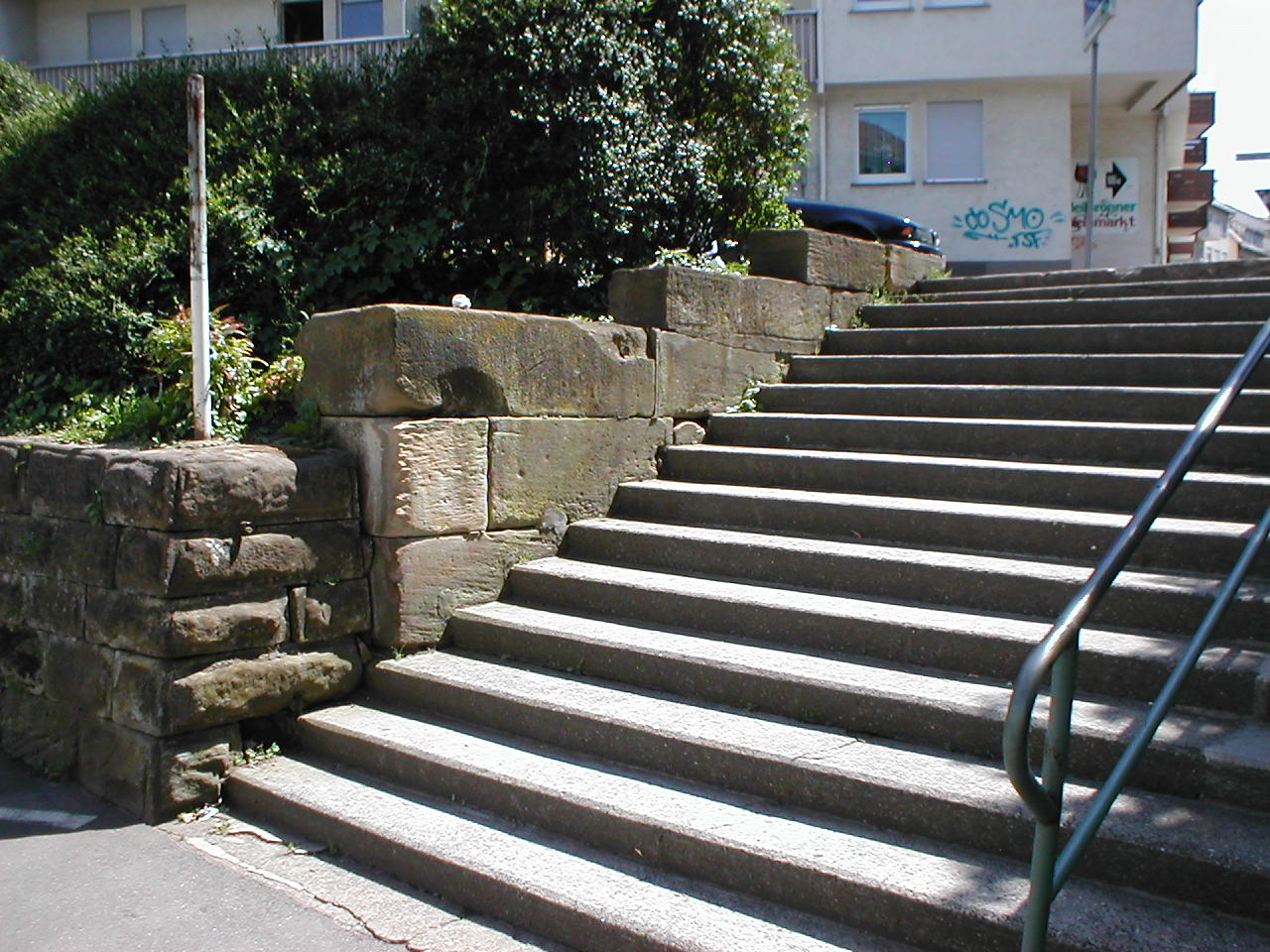
Trümmer der Stadt sind heute noch allgegenwärtig, wie hier als Hangbefestigung in der Götzenturmstraße

Nach den vorangegangenen Supporter-Bomben (Leuchtbomben, Zielmarkierer und zeitverzögerte Sprengbomben) fiel jetzt die eigentliche Bombenlast. Die Lancaster PB 251 unter Oberstleutnant Fugger warf gegen 19:29 Uhr eine erste 4.000-Pfund-Sprengbombe und 1.800 4-Pfund-Stabbrandbomben aus einer Höhe von 3.800 Metern. Bis 19:38 Uhr fielen dann weitere rund 1.200 Tonnen Bomben auf die Stadt.

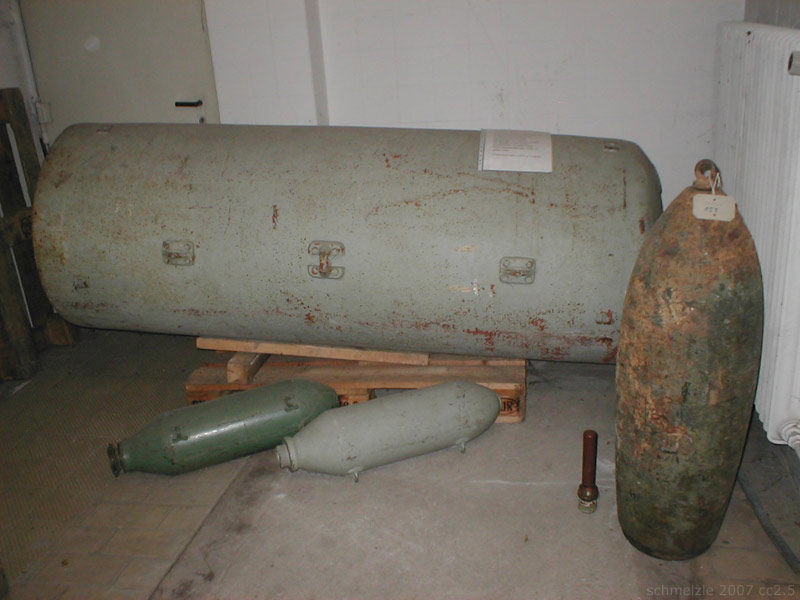
Blindgänger von Luftangriffen auf Heilbronn, die große Bombe ist eine (überstrichene) britische 4.000-Pfund-Luftmine

Die Bomber Command Summary of Operations zählt folgende Bombenmengen auf, die über dem Stadtgebiet abgeworfen wurden:
- 5 Stück 12.000-Pfund-Sprengbomben
- 168 Stück 4.000-Pfund-Sprengbomben
- 573 Stück 1.000-Pfund-Sprengbomben
- 192 Stück 500-Pfund-Sprengbomben
- 191 Stück 500-Pfund-Mehrzwecksprengbomben
- 10 Stück 1.000-Pfund-Markierungsbomben (3 grün, 3 rot, 4 gelb)
- 3 Stück 250-Pfund-Markierungsbomben (grün)
- 35.550 Stück 4-Pfund-Stabbrandbomben (237 Behälter zu je 150 Stück)
- 208.350 Stück 4-Pfund-Stabbrandbomben (lose aus Schüttkästen)
- 1.204 Stück Leuchtbomben

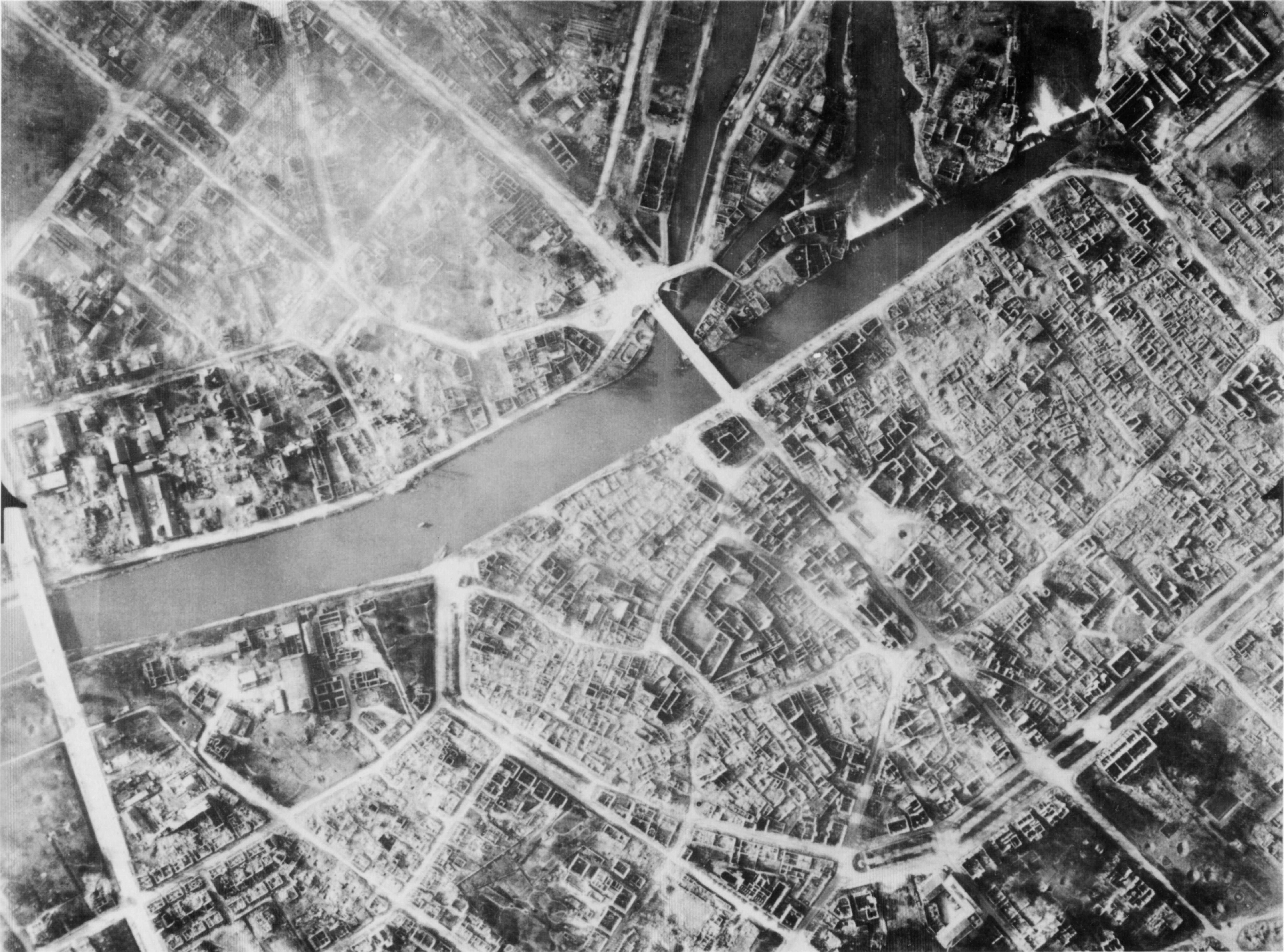
Luftaufnahme der zerstörten Altstadt am 31. März 1945

Der gegen den Rangierbahnhof gerichtete Angriff begann um 19:32 Uhr und dauerte bis 19:55 Uhr. Die Piloten, die den Rangierbahnhof anfliegen sollten, hatten oftmals Schwierigkeiten, die gelben Zielmarkierungen vor dem Hintergrund der bereits hell brennenden Stadt zu erkennen, so dass sie ihre Bombenlast ebenfalls über der Innenstadt entluden. Die wenigsten Piloten sahen, wo ihre Bomben niedergingen, da bereits nach den ersten Einschlägen Rauchwolken die Erdsicht versperrten. Insgesamt gingen über dem Rangierbahnhof weitere 380 Bomben nieder.
Bemerkenswert ist der Anteil von knapp 66 Prozent Sprengbomben an der gesamten abgeworfenen Bombenmenge. Arthur Harris, der damalige britische Oberkommandierende des Bomber Command, hat später erklärt, dass viele der deutschen Städte durch vorangegangene Bombardierungen bereits stark verbrannt waren, so dass die Royal Air Force gegen Ende des Jahres 1944 wieder bevorzugt mit Sprengbomben angriff, um die Zerstörung zu maximieren. Weder Heilbronn noch das bei der Operation Tigerfish eine Woche zuvor ebenfalls mit starker Sprengwirkung bombardierte Freiburg im Breisgau wiesen jedoch entsprechend große Brandschäden auf, so dass die Gründe für die auf Sprengwirkung bedachte Zusammensetzung der Bombenfracht beim Angriff auf Heilbronn unklar sind.
Durch den Angriff vom 4. Dezember 1944 wurde die gesamte Altstadt komplett zerstört, die Randbereiche wurden schwer beschädigt. Was der Druck der Detonationen nicht beschädigte, wurde Opfer der Flammen. Von den hunderten historischen Gebäuden der Stadt sind heute deswegen nur noch etwa zwei Dutzend erhalten, die zumeist wiederaufgebaut wurden.
Die deutsche Luftabwehr konnte dem Angriff nur wenig entgegensetzen: Zwei Flak-Stellungen am Neckar und 14 deutsche Nachtjäger Junkers Ju 88 kämpften unter Kommandeur Ernst Wallner gegen die britischen Bomber. Wallner und zwei Besatzungsmitglieder starben bei Winzerhausen. Die RAF verlor elf ihrer 282 Maschinen.

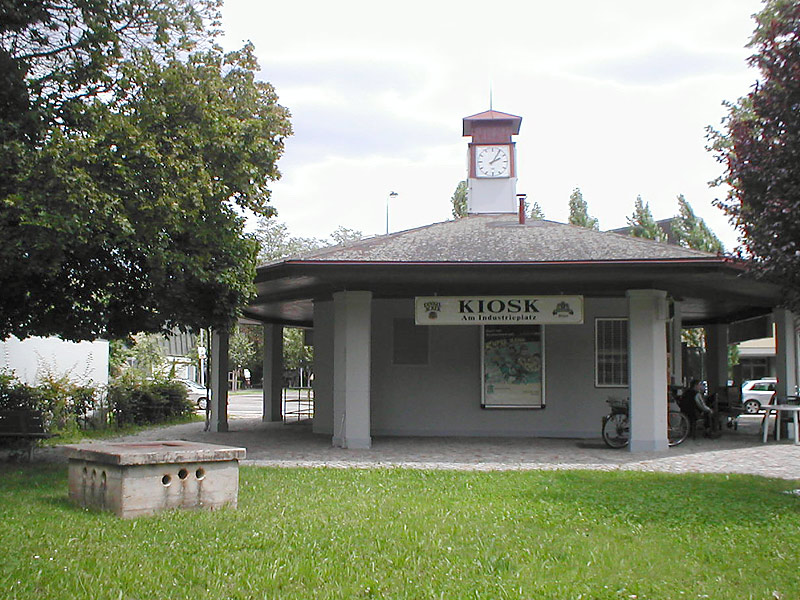
Tiefbunker am Industrieplatz

Die Bevölkerung, die sich an diesem Montagabend zur Feierabendzeit noch zahlreich in der Heilbronner Innenstadt aufhielt, flüchtete zu Beginn des Angriffs in einen Hochbunker (General-Wever-Turm), in zwei Tiefbunker (am Industrieplatz und am Kaiser-Friedrich-Platz) und in die 54 als sicher geltenden öffentlichen Luftschutzkeller, in denen 13.945 Menschen Platz fanden. Die Innenstadt wurde jedoch wegen des von Brandbomben angefachten und ab etwa 20 Uhr wütenden heftigen Feuers zur tödlichen Falle. Diejenigen, die zuerst Zuflucht in den Kellern gesucht und während des „Feuersturms“ versucht hatten, die Stadt zu verlassen, verbrannten auf den Straßen. Die im Keller verbliebenen Personen starben an Kohlenmonoxidvergiftung oder durch den Einsturz von Luftschutzkellern.
Nach dem Krieg wurden schwere Vorwürfe gegen den NS-Oberbürgermeister Heinrich Gültig und den Kreisleiter Richard Drauz erhoben, die es versäumt hatten, die zum Beispiel bei dem Luftangriff auf Kassel im Oktober 1943 gewonnene Erkenntnis an die Bevölkerung weiterzugeben, dass ein sofortiges Verlassen der Stadt bei Fliegeralarm die größte Überlebenschance bot. Anstelle dessen galt in Heilbronn der Befehl, die Schutzräume aufzusuchen und dort bis zur Entwarnung zu verharren, was zu vielen Erstickungsopfern führte.
Es wird angenommen, dass innerhalb der halben Stunde des Bombenangriffs über 6500 Menschen starben, darunter etwa 1.000 Kinder unter 10 Jahren. Die genaue Anzahl der Opfer des Bombenangriffs ist unbekannt, denn Hunderte verbrannten oder waren durch die Hitze zur Hälfte ihrer normalen Körpergröße zusammengeschrumpft und nicht identifizierbar. Durch den starken Funkenregen und die Bomben mit Zeitzündern brachen die ganze Nacht hindurch weitere Brände aus, so dass erst nach Stunden wieder ein Zugang möglich war, an manchen Stellen auch erst nach Tagen.
Die städtischen Krankenhäuser waren zerstört; dem Pflegepersonal war es jedoch gelungen, die meisten Kranken zu retten. Einzig in der Augenabteilung und in der Kinderklinik waren Tote zu beklagen. Im zum Lazarett umfunktionierten Karlsgymnasium, das erst am Abend vor dem Angriff mit Verwundeten der Front im Elsass belegt worden war, konnten sich nur die wenigsten beim Brand des Gebäudes retten. Am Tag nach dem Angriff suchten daher 600 bis 800 Menschen mit Brandverletzungen, Rauch- und Kohlenmonoxidvergiftungen, Entzündungen der Schleimhäute usw. die städtischen Rettungsstellen an der Wilhelmstraße und am Kaiser-Friedrich-Platz auf, die den Angriff leicht beschädigt überstanden hatten. Sehr viele Verletzte wurden in die zum Notlazarett umfunktionierte und völlig überfüllte Heilanstalt in Weinsberg gebracht.

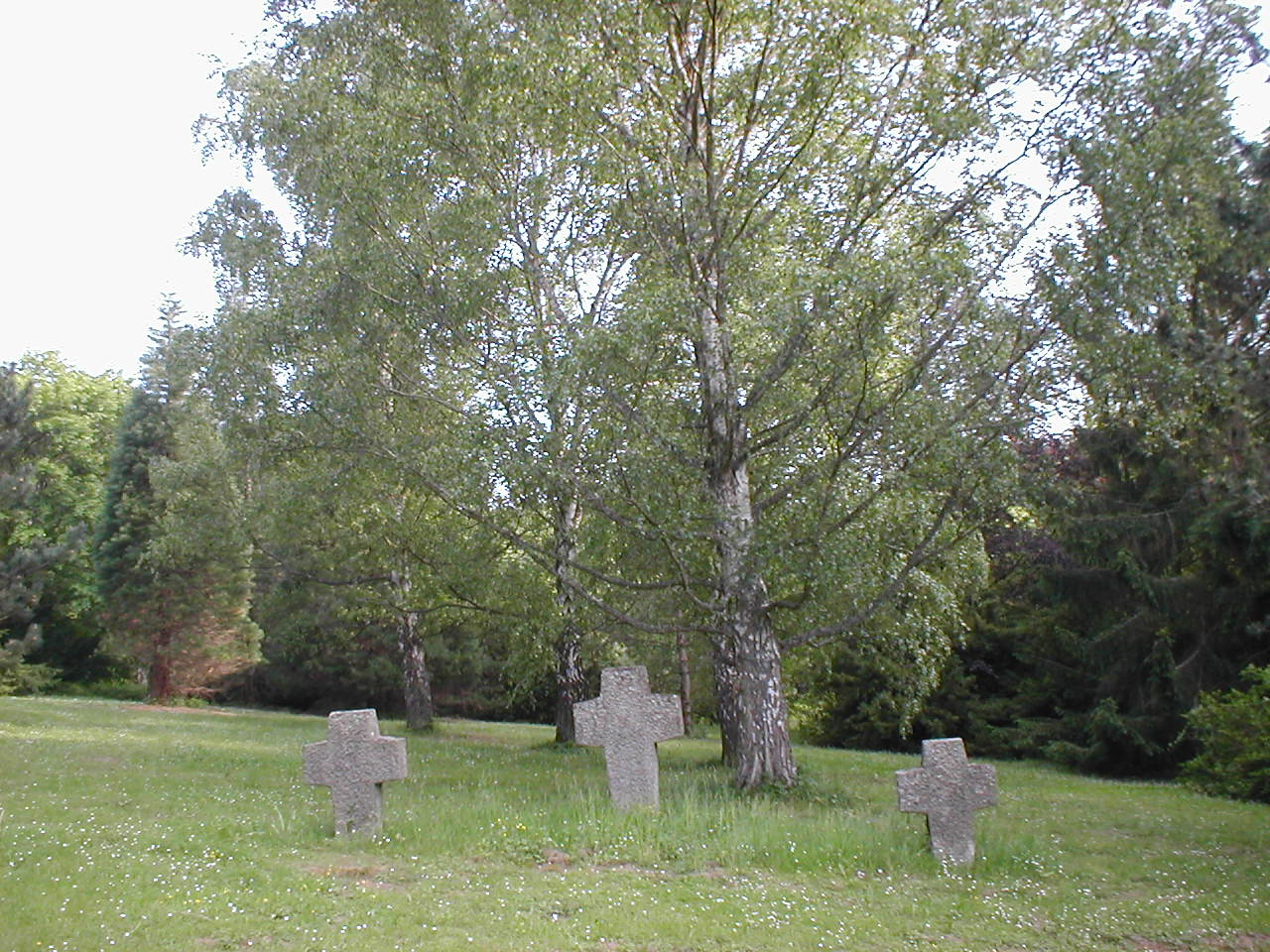
Steinkreuze auf dem Ehrenfriedhof Heilbronn für mindestens 5.000 Opfer

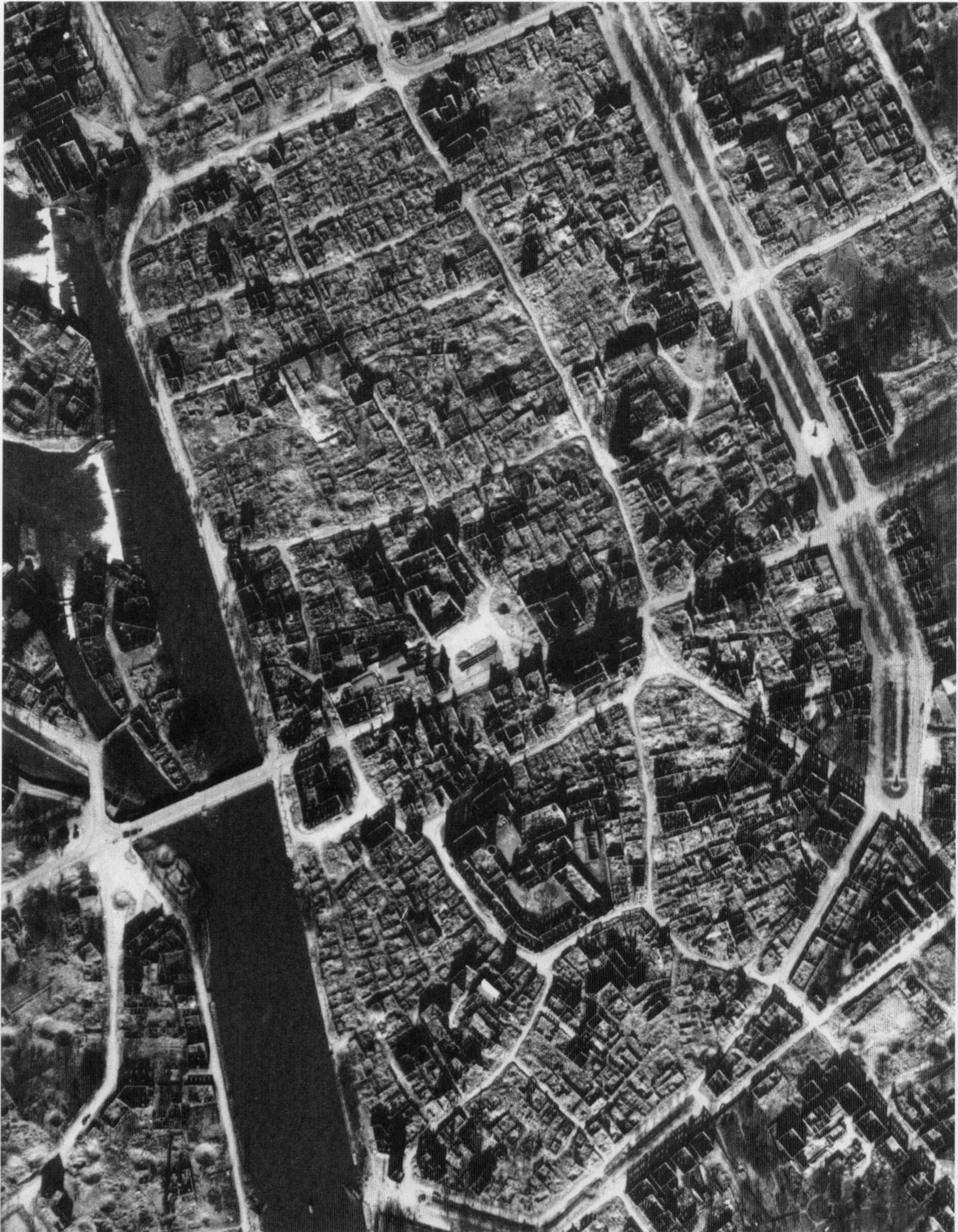
Die zerstörte Innenstadt (23. März 1945)

Beim Verlöschen der Brände begannen die Aufräum- und Rettungsarbeiten, zu denen auch Helfer aus den umliegenden Städten herangezogen wurden. Am Abend des 5. Dezember verkündeten Lautsprecherwagen Opferzahlen von 4.000 Toten und 3.000 Verletzten. Da sich jedoch, ähnlich wie bei den Luftangriffen auf Dresden im Februar 1945, zahlreiche Flüchtlinge in der Stadt aufhielten, sprachen in der Bevölkerung kursierende Gerüchte von bis zu 25.000 Toten. Zur Bergung der Toten wurde auf Anordnung von Kreisleiter Richard Drauz die Staatspolizei eingesetzt, die unter dem Kommando eines Polizeioffiziers Bergungstrupps zusammenstellte, wofür man auch etwa 50 Häftlinge des KZ-Außenlagers Neckargartach heranzog. Die Polizei übernahm die Sicherstellung der bei den Toten gefundenen Wertsachen. Die Toten wurden zunächst zum Stadtfriedhof gebracht, wo ihre Zahl dermaßen anstieg, dass an eine Beisetzung auf dem Friedhof selbst nicht zu denken war. Da sich das Leichenhaus auf dem Friedhof schnell als zu klein erwies, wurden die Toten im Freien gelagert. Auch konnten nicht genug Särge bereitgestellt werden, obwohl aus Stuttgart, Ulm und anderen Städten etwa 1.000 Särge geliefert wurden. Eine Kommission unter Friedhofsverwalter Ruf besichtigte ein südlich an den Friedhof angrenzendes Gelände (das ehemalige Schlizsche Grundstück), beschied aber auch hier, dass es zu klein war. Schließlich fiel die Entscheidung, im stadtnahen Köpfertal einen Ehrenfriedhof am Waldrand anzulegen. Die Toten wurden auf Transportwagen ins Köpfertal gebracht. Kreisleiter Drauz untersagte die Bestattung von Toten des Angriffs in bestehenden Familiengräbern oder auf auswärtigen Friedhöfen, teilweise mussten dazu privat initiierte Leichentransporte wieder zurückgehen. Ab 6. Dezember begannen die Arbeiten am Ehrenfriedhof, wo auf 120 Ar zehn Sammelgräber angelegt wurden, in denen mindestens 5.000 Tote beigesetzt sind.
Ab 8. Dezember wurden die Luftschutzkeller der Innenstadt geöffnet und die Toten geborgen. Im Keller Ehrmann in der Klostergasse (Klosterkeller) starben 600 und im Keller Wüst in der Lammgasse 200 Menschen. In manchen Kellern muss der plötzliche Sauerstoffmangel die Anwesenden überrascht haben, da oftmals Keller vorgefunden wurden, in denen die Toten ohne Anzeichen von Fluchtversuchen oder Panik auf ihren Plätzen sitzend vorgefunden wurden. In anderen Luftschutzkellern gab es dagegen vermutlich Auseinandersetzungen über einen weiteren Verbleib oder einen Ausbruchsversuch, da Hieb- und Schlagwunden an den Toten festgestellt und Zusammenballungen von 30 bis 40 Menschen gefunden wurden.
Das Bergen der Leichen dauerte über drei Wochen und zog sich bis nach Weihnachten 1944 hin. In besonders schwer beschädigten Straßenzügen konnten viele Tote nicht geborgen werden. So werden im Bereich der Unteren Turmstraße, wo die Trümmer der Stadtmauer Keller verschütteten, bis heute noch Skelette im Erdreich vermutet.

## Weitere Angriffe bis Kriegsende

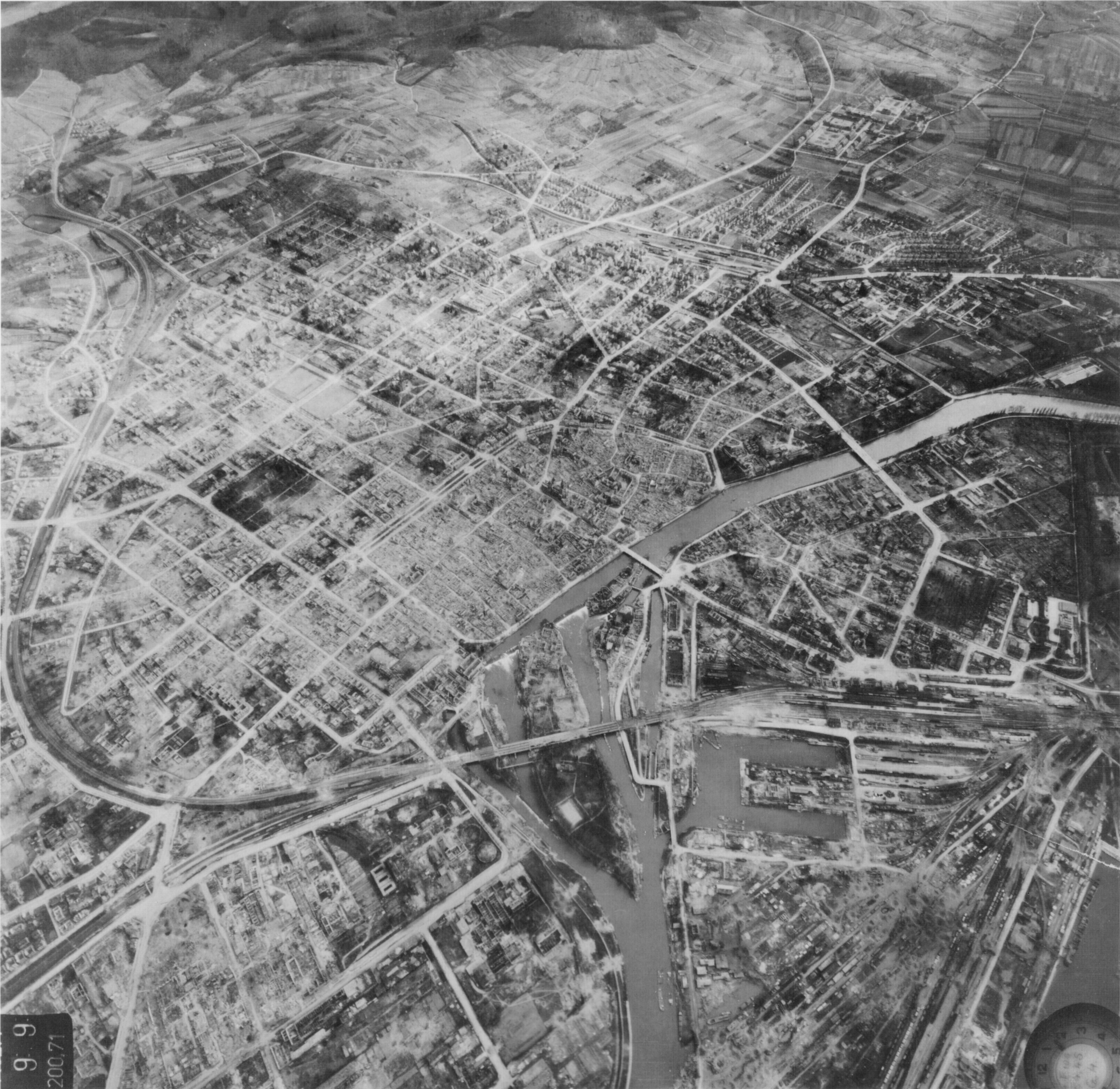
Ansicht der zerstörten Stadt von Nordwesten (1. April 1945)

Vom 27. Dezember 1944 bis zum 31. März 1945 gab es noch weitere 49 Luftangriffe, überwiegend durch einzelne Jagdbomber der 1st Tactical Air Force. Am Nachmittag des 29. Dezember 1944 fielen 22 75-Gallonen-Napalm-Bomben auf den Rangierbahnhof. In der Nacht von 20. auf 21. Januar wurden insbesondere die Neckarbrücken und abermals der Rangierbahnhof getroffen. Am 2. Februar erfolgten zwei Angriffe auf den Rangierbahnhof im Abstand von etwa sechs Stunden. Auch am 11. und am 15. Februar 1945 wurde der Bahnhof Ziel von Angriffen. Am 28. Februar 1945 fielen lediglich Flugblätter mit Aufforderungen zur Kapitulation und Passierscheine für Deserteure auf die Stadt. Am 1. März fand ein Großangriff von 1.200 Bombern und 400 Begleitjägern auf zwölf Ziele in Süddeutschland statt, von denen eines erneut der Heilbronner Rangierbahnhof war. Am 25. März wurden mit sieben Angriffen kleiner Jagdbomberverbände die meisten Angriffe innerhalb eines Tages gezählt, dabei wurde u. a. das bis dahin noch funktionierende Gaswerk zerstört. Ab Anfang April richteten sich die Angriffe weniger auf die Bahnanlagen, sondern konzentrierten sich mit Hinblick auf die nahenden Frontkampfhandlungen auf die Heilbronner Kasernen sowie die Verteidigungsstellungen auf dem Wartberg und im Jägerhauswald. Der letzte Jagdbomber-Angriff auf Heilbronn hatte am 12. April 1945 Truppenverbände und Nachschublager auf dem Gaffenberg zum Ziel.
Insgesamt wurden durch die Luftangriffe auf Heilbronn von vormals 14.500 Gebäuden 5.100 vollständig zerstört und 3.800 schwer beschädigt. Die Amtsgebäude und alle im Besitz der Stadt befindlichen Anwesen in der Innenstadt mit Ausnahme des Fleischhauses und des Schießhauses wurden vernichtet, von den 14 Schulen der Stadt wurden zehn zerstört. Der Gesamtschaden am städtischen Eigentum wurde am 12. August 1948 mit 77 Millionen Mark beziffert.

## Gedenken

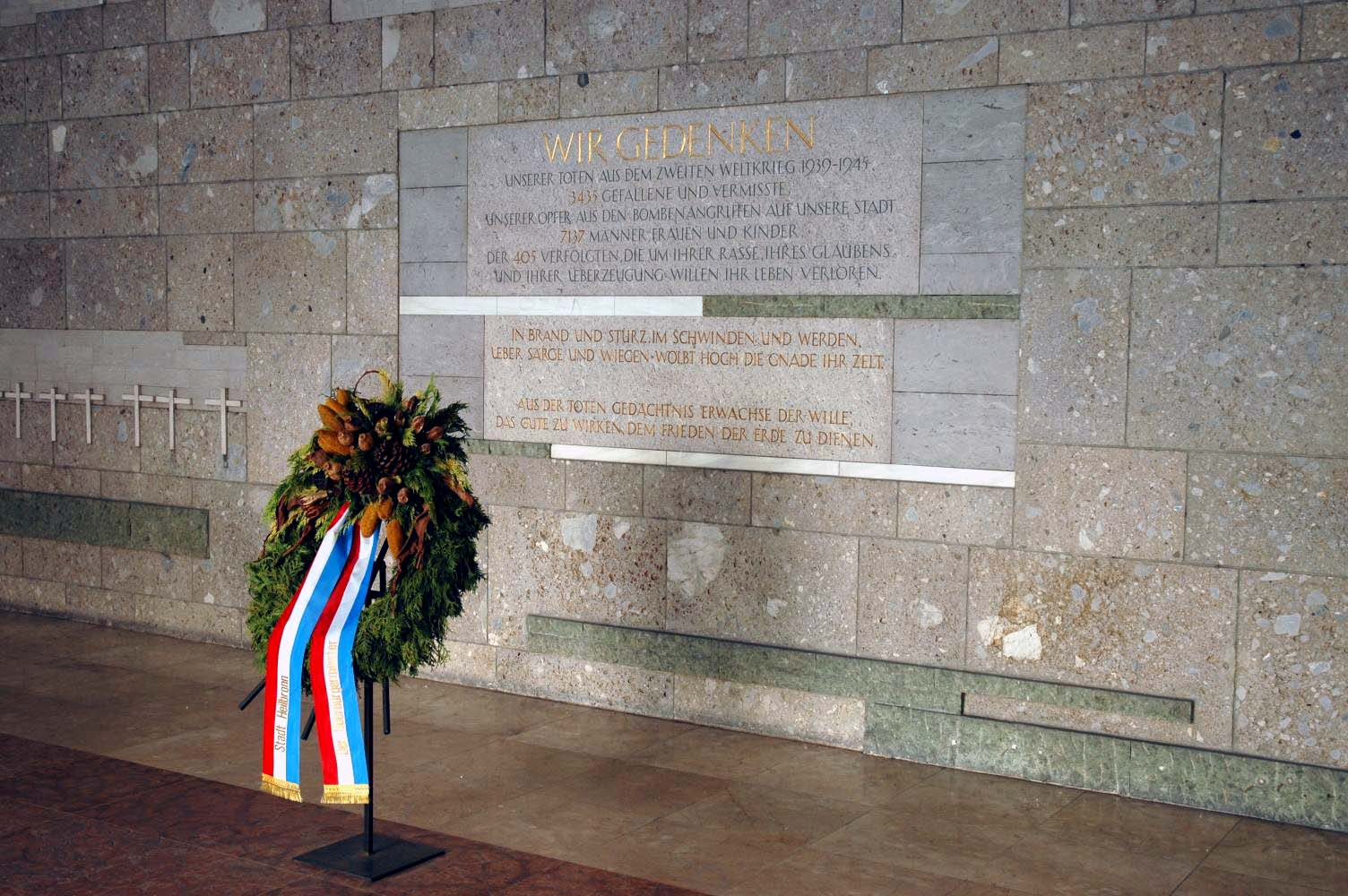
Die Ehrenhalle beim Rathaus erinnert bis heute an die Zerstörung der Stadt

Die erste Gedächtnisfeier für die Toten sowie deren Einsegnung fand auf dem Ehrenfriedhof am 26. August 1945 statt. Alljährlich wird hier bis heute am 4. Dezember der Opfer in einer Trauerstunde gedacht. Das beim Luftangriff bis auf die Grundmauern zerstörte Stadtarchiv am Heilbronner Rathaus wurde am 4. Dezember 1963 zur Ehrenhalle für die Toten des Weltkriegs umgewidmet.
Nicht nur die völlige Zerstörung und der nachfolgende Wiederaufbau, sondern auch die Entsorgung der Trümmer haben das Stadtbild bleibend geprägt. Nicht verwertbare Trümmer der Innenstadt wurden beim Bollwerksturm in den alten Neckararm geschüttet, worauf dieser im Bereich des heutigen Hallenbads und des Europaplatzes völlig verschwand und das neue Gelände überbaut wurde. Im Stadtteil Böckingen wurde der Böckinger See mit Kriegstrümmern aufgefüllt und trockengelegt, heute befinden sich dort die Böckinger Sportplätze.